# مفصل رسغي سنعي
المفاصل الرسغية السنعية هي خمسة مفاصل متواجدة في المعصم تصل الصف القاصي من عظام الرسغ مع القواعد الدانية لعظام الأسناع الخمسة.
يختلف المفصل الرسغي السنعي للإبهام أو المفصل الرسغي السنعي الأول، والمعروف بالمفصل المربعي السنعي (تي إم سي)، اختلافًا ملحوظًا عن المفاصل الرسغية السنعية الأخرى وبالتالي يوصف وصفًا مستقلًا.

## الإبهام
يلعب المفصل الرسغي السنعي للإبهام، والمعروف أيضًا بالمفصل الرسغي السنعي الأول، أو المفصل المربعي السنعي نظرًا لربطه بين العظم المربعي والعظم السنعي الأول، دورًا لا يمكن الاستغناء عنه في العمل الطبيعي للإبهام. إذ يعد أهم مفصل يربط الرسغ بالأسناع، ويعد الفصال العظمي للعظم المربعي السنعي حالةً معيقة بشدة، تشيع بين النساء المسنات أكثر بعشرين ضعفًا وسطيًا.
تعد حركتا كب واستلقاء السنع الأول مهمة بالأخص لحركة المقابلة. تتحدد حركة المفصل الرسغي السنعي الأول بشكل المفصل، ومعقد المحفظة والأربطة المحيطة بالمفصل، والتوازن ما بين العضلات المشاركة بالحركة. إذا فشل السنع الأول في التموضع ضمن «السرج»، بسبب نقص التنسج مثلًا، يميل المفصل الرسغي السنعي الأول إلى أن ينخلع جزئيًا (أي ينزاح من مكانه قليلًا) باتجاه الكعبرة.
تكون المحفظة رخوة بما فيه الكفاية لتسمح بمدى واسع من الحركات وافتراق يصل لنحو 3 مم، في حين تمنح الأربطة والأوتار المعززة ثباتية للمفصل. وهي أثخن بقليل في الناحية الظهرية منها في الناحية البطنية.
يعد المفصل الرسغي السنعي الأول الموقع الأكثر شيوعًا للفصال العظمي لدى النساء بعد سن اليأس.

### الأربطة
يختلف وصف وتسمية الأربطة الخاصة بالمفصل الرسغي السنعي الأول اختلافًا كبيرًا في الأدب التشريحي. يصف إيميدا وآخرون عام 1993 ثلاثة أربطة داخل المحفظة ورباطين خارج المحفظة ويعتبرهم الأكثر أهمية في تثبيت الإبهام:

#### الرباط المائل الأمامي
وهو رباط قوي قاسٍ داخل محفظي ينشأ من الحديبة الراحية للعظم المربعي ويرتكز على الحديبة الراحية للسنع الأول. ويكون مشدودًا في حالات التبعيد والبسط والكب ولوحظ أنه يملك أهمية وقائية ويكون مرتخيًا أو غائبًا في التهاب المفصل الرسغي السنعي.

#### الرباط الجانبي الزندي
وهو رباط خارج محفظي، يقع إلى الإنسي من الرباط المائل الأمامي. ينشأ من الشبكة القابضة (المثنية) ويرتكز على الحديبة الراحية الزندية للسنع الأول. يكون مشدودًا في حالات التبعيد والبسط والكب ويُلاحَظ مرتخيًا أحيانًا في حال وجود التهاب في المفصل الرسغي السنعي. تختلف الأهمية التي يوليها الباحثون للرباط الجانبي الزندي اختلافًا كبيرًا.

#### الرباط بين السنعي الأول
يصل هذا الرباط بين قاعدة السنعين الأول والثاني، ويرتكز على الحديبة الراحية الزندية للسنع الأول حيث تتداخل أليافه مع ألياف الرباط الجانبي الزندي. يكون مشدودًا في حالات التبعيد والمقابلة والاستلقاء. ولاحظ العديد من الباحثين أنه أهم بنية محددة لحركة المفصل الرسغي السنعي الأول. يعتبره البعض أضعف من أن يثبت المفصل لوحده، إلا إنهم يقرون أنه بالمشاركة مع الرباط الجانبي الزندي يمثل بنية محددة هامة.

#### الرباط المائل الخلفي
وهو رباط داخل محفظي يمتد من الجانب الظهري الزندي للعظم المربعي إلى الحديبة الراحية الزندية للسنع الأول. لا يعتبر رباطًا هامًا في المفصل الرسغي السنعي الأول، إذ يشد خلال التقريب القسري والتبعيد الكعبري.

#### الرباط الكعبري الظهري
كما هو حال الرباط السابق، لا يعتبر الرباط الكعبري الظهري هامًا في المفصل الرسغي السنعي الأول. إذ يصل الجوانب الظهرية من العظم المربعي مع السنع الأول.
سابقًا، رسم فايتبريخت عام 1742 الرسومات الصحيحة تشريحيًا لأربطة المفاصل الرسغية السنعية الأولى.

### الحركات
تشمل الحركات المتاحة في هذا المفصل الثني والبسط في مستوي راحة اليد، والتبعيد والتقريب في مستوي الزوايا اليمنى لراحة اليد، والديرورة، والمقابلة.
- بواسطة حركة المقابلة هذه، يلتقي رأس الإبهام مع الأسطح الراحية للأصابع المثنية قليلًا. تتأثر هذه الحركة عبر منتصف وجه مائل على الشفة الأمامية للسطح المفصلي سرجي الشكل للعظم متعدد الزوايا الكبير (المربعي). تسحب العضلات المثنية الجزء الموافق من السطح المفصلي للعظم السنعي على هذا الوجه، وتتابع حركة المقابلة لاحقًا بواسطة المقربات.
- تؤدى حركة ثني المفصل بواسطة العضلتين المثنية الطويلة والقصيرة لإبهام اليد، بمساعدة العضلة مقابلة الإبهام والعضلة المقربة لإبهام اليد.
- يتأثر البسط بشكل رئيسي بواسطة العضلة الطويلة المبعدة للإبهام، بمساعدة العضلتين الطويلة والقصيرة المادة لإبهام اليد.
- يُواصَل التقريب بواسطة العضلة المقربة للإبهام، والتبعيد بواسطة العضلتين الطويلة والقصيرة المبعدة للإبهام، بمساعدة الباسطات.

يمتد مجال حركة المفصل الرسغي السنعي الأول 53° في البسط والثني، و42° في التقريب والتبعيد، و17° في الدوران.

#### مستويات ومحاور الحركة
تُقرب وتبعد المفاصل الرسغية السنعية والسنعية السلامية للإبهام في مستوي عمودي على راحة اليد، ويشار لهذه الحركة أيضًا باسم «التبعيد الراحي». تنثني المفاصل نفسها وتنبسط في مستوي موازي للراحة، ويشار إلى ذلك أيضًا باسم «التبعيد الكعبري»، لأن الإبهام بتحرك باتجاه الجانب الكعبري من اليد. يحدث التقريب والتبعيد حول محور أمامي خلفي، في حين يحدث الثني والبسط حول محور جانبي.
لتسهيل التوجه، يمكن اعتبار ظفر الإبهام في حالة راحة في المستوى الجبهي للإبهام. تحدث حركتا التقريب والتبعيد في المفاصل الرسغية السنعية (والسنعية السلامية) في هذا المستوي، يحدث ثني وبسط المفاصل الرسغية السنعية والسنعية السلامية وبين السلامية الأولى في مستوي عمودي على ظفر الإبهام. ويبقى هذا الأمر صحيحًا بغض النظر عن كيفية دوران العظم السنعي الأول خلال المقابلة والإعادة.

### ازدواج الشكل الجنسي
تختلف المفاصل الرسغية السنعية بين الذكور الإناث في بعض النواحي. لدى النساء، يكون السطح المفصلي المربعي أصغر من السطح السنعي بشكل ملحوظ، ويختلف شكله أيضًا عنه لدى الذكور. في حين تكون المفاصل الرسغية السنعية للإبهام أكثر تطابقًا في الاتجاه الزندي الكعبري منه في الاتجاه الظهري الراحي، تكون المفاصل الرسغية السنعية الأنثوية أقل تطابقًا عالميًا من مفاصل الذكور.

### التطور
حدث استقلال ذاتي بدئي للشعاع الأول في الديناصورات، وظهر التمايز الحقيقي في الرئيسيات البدائية منذ نحو سبعين مليون عام. يعود شكل المفاصل المربعية السنعية لدى البشر إلى ما يقارب خمسة ملايين عام. نتيجة للتطور، تموضع المفصل الرسغي السنعي لإبهام الإنسان ليؤدي مقدار 80° من الكب، و40° من التبعيد، و50° من الثني على المحور المار عبر المفصلين الرسغيين السنعيين الثاني والثالث.